# Kim Min-hee (actriz nacida en 1972)
Kim Min-hee (de nacimiento Kim Yoon-kyung) es una actriz surcoreana.

## Filmografía
breve resumen de algunas de sus obras

### Series
| Año  | Serie                      | Personaje            |
| ---- | -------------------------- | -------------------- |
| 2017 | Saimdang, Memoir of Colors | reparto              |
| 2015 | The Three Witches          | Hong Chun-seol       |
| 2013 | Wang's Family              | Editora Lee Kyung Ah |
| 2011 | Lights and Shadows         | reparto              |
| 2008 | Aeja's Older Sister, Minja | Goo Won-ja           |
| 2006 | Thank You Life             | reparto              |
| 2005 | The Secret Lovers          | reparto              |
| 2003 | Una joya en el palacio     | Bi Sun               |

### Cine
Black Republic como Mi-sook (1990)

## Premios y nominaciones
| Año  | Premio               | Categoría               | Nominación   | Resultado | Ref.  |
| ---- | -------------------- | ----------------------- | ------------ | --------- | ----- |
| 1981 | Paeksang Arts Awards | Mejor Actriz Revelación | The One Love | Ganadora  | [ 1 ] |